# Acanthocinus princeps
Acanthocinus princeps là một loài bọ cánh cứng trong họ Cerambycidae.

## Hình ảnh

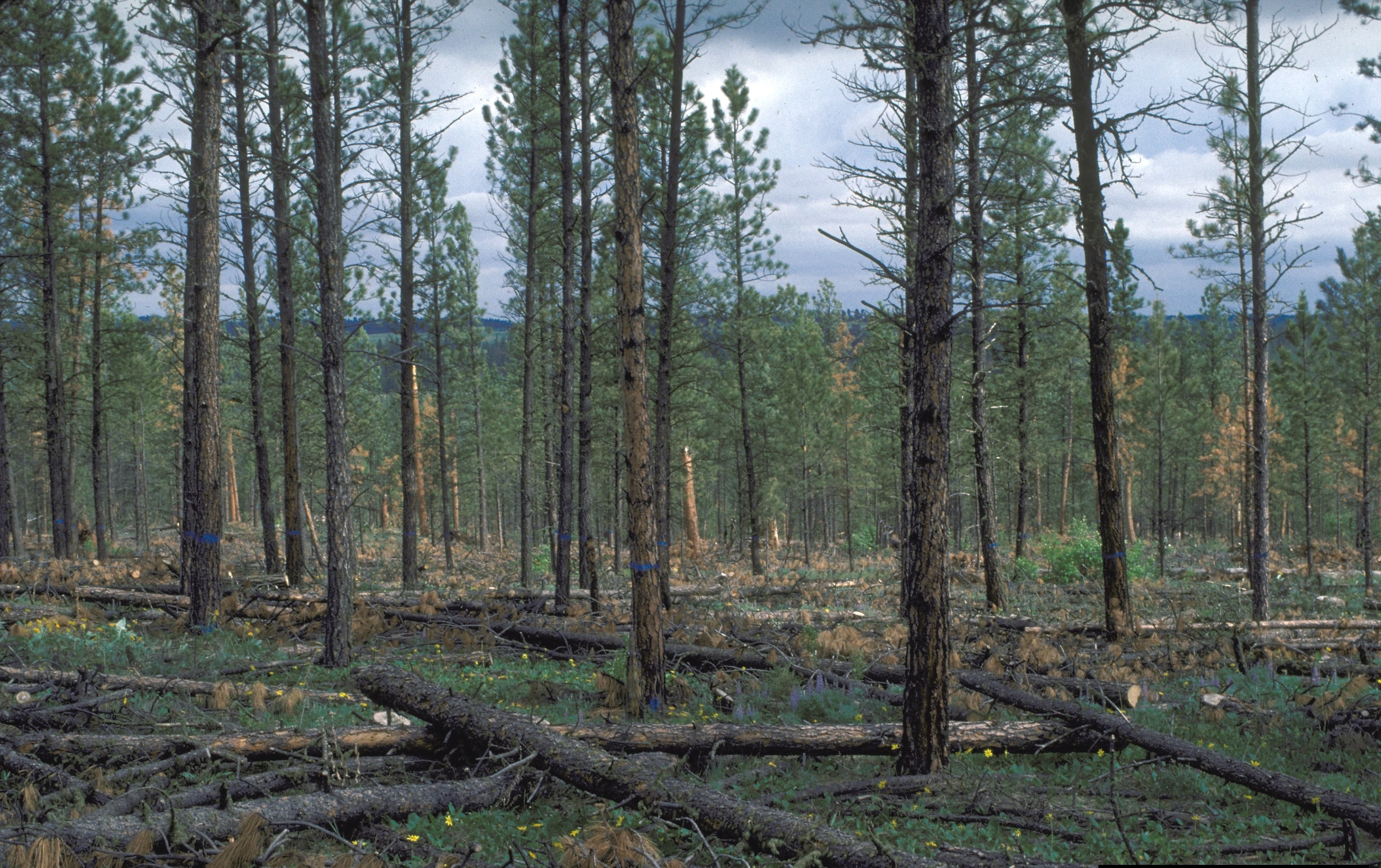